# Curtice (Ohio)
Curtice é um lugar designado pelo censo localizado no condado de Ottawa no estado estadounidense de Ohio. No Censo de 2010 tinha uma população de 1.526 habitantes e uma densidade populacional de 162,04 pessoas por km².

## Geografia
Curtice encontra-se localizado nas coordenadas 41° 36′ 57″ N, 83° 22′ 27″ O. Segundo o Departamento do Censo dos Estados Unidos, Curtice tem uma superfície total de 9.42 km², da qual 9.42 km² correspondem a terra firme e (0%) 0 km² é água.

## Demografia
Segundo o censo de 2010, tinha 1.526 habitantes residindo em Curtice. A densidade populacional era de 162,04 hab./km². Dos 1.526 habitantes, Curtice estava composto pelo 97.12% brancos, o 0.2% eram afroamericanos, o 0.2% eram amerindios, o 0.85% eram asiáticos, o 0% eram insulares do Pacífico, o 0.33% eram de outras raças e o 1.31% pertenciam a duas ou mais raças. Do total da população o 2.49% eram hispanos ou latinos de qualquer raça.